# Dekret 770

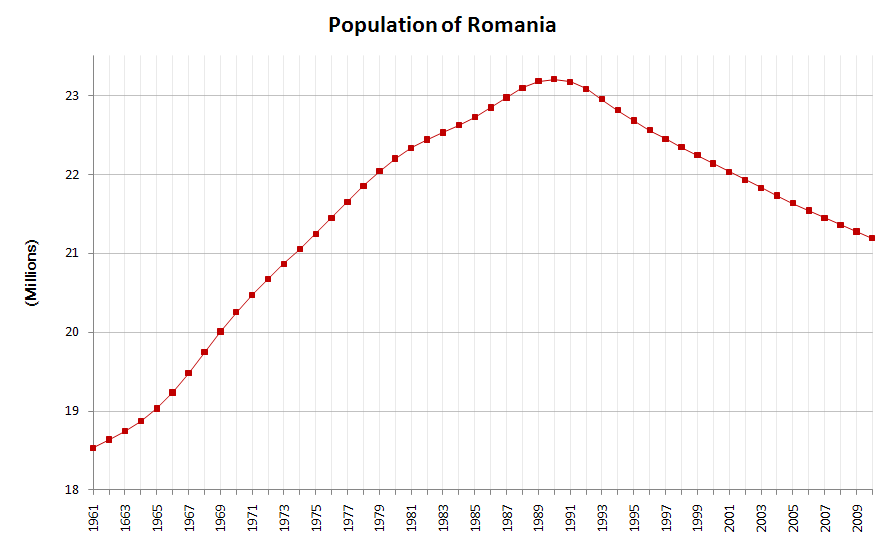
Demografie Rumäniens

Das Dekret 770 war ein Erlass, der im Oktober 1966 vom rumänischen Diktator Nicolae Ceaușescu verabschiedet wurde. Ziel war es, die Zahl der rumänischen Bevölkerung zu erhöhen und eine neue Generation im Sinne des Kommunismus heranwachsen zu lassen. Zu diesem Zweck wurden sämtliche Verhütungsmethoden sowie Schwangerschaftsabbruch verboten. Gebärfähige Frauen wurden systematisch überwacht, um potenzielle Schwangerschaften frühzeitig nachweisen zu können.
Frauen sollten im Schnitt vier Kinder zur Welt bringen und die rumänische Bevölkerung binnen 24 Jahren um zehn Millionen Menschen wachsen. Das Programm wurde begleitet von massiver finanzieller Förderung für Kindergärten und Schulen. Nur Frauen, die über 40 Jahre alt waren oder bereits vier Kinder hatten, wurden Abtreibungen gewährt. Später wurde die Einschränkung auf 45 Jahre oder fünf Kinder erhöht. Dennoch entstand bei vielen betroffenen Frauen eine Verweigerungshaltung, und es kam häufig zu illegalen Abtreibungen, wofür ein illegales Netzwerk entstand. Offizielle Statistiken sprechen von mehr als 11.000 Frauen, die ihr Leben durch von Kurpfuschern durchgeführte Abtreibungsversuche verloren. Abtreibende, einschließlich der Schwangeren selbst, erhielten lange Haftstrafen. Viele Frauen, die wegen Komplikationen ins Krankenhaus kamen, wurden noch auf dem OP-Tisch verhört, manchen wurde ärztlicher Beistand verweigert. Das Dekret führte zu einem künstlichen Bevölkerungswachstum von zwei Millionen Menschen, die ohne diese Anordnung nicht geboren worden wären. Sie wurden unter dem Begriff Decreței bekannt (deutsch Dekretkinder, Siebenbürgisch-Sächsisch Dekretzell).
Trotz der anfänglichen finanziellen Förderung des Programms erwiesen sich die einhergehenden sozialpolitischen Maßnahmen jedoch im Laufe der Jahre als unzureichend. In der Folge der illegal und unsachgemäß durchgeführten Abtreibungsversuche kam es auch häufig zu Geburten behinderter Kinder. Diese wurden daraufhin in Sozialwaisenhäuser wie zum Beispiel das Kinderheim Cighid nahe der Stadt Oradea abgeschoben, wo neben behinderten Kindern unter anderem auch ungewollte Kinder eingeliefert wurden. Hier wurden die Irecuperabili (rumänisch für „die Unwiederbringlichen“) unter unwürdigsten Bedingungen gehalten. Schon vor der Rumänischen Revolution 1989 bestand das Phänomen der Straßenkinder in Rumänien.